# Batrachyla nibaldoi
A Batrachyla nibaldoi a kétéltűek (Amphibia) osztályába, a békák (Anura) rendjébe és a Batrachylidae családjába tartozó faj.

## Előfordulása
A faj Chile endemikus faja. Természetes élőhelye a mérsékelt égövi erdők, mérsékelt égövi bozótosok, mocsarak.